# Muistoja Pohjolasta
Muistoja Pohjolasta är en finländsk patriotisk sång, använd som militärmarsch. Marschen komponerades 1915 av Sam Sihvo på Lockstedter Lager och fick en sångtext av R.R. Ryynänen. Artturi Rope arrangerade musiken för marschorkester.

## Inspelningar (urval)[1]
- Paavo Raivonen, dragspelssolo, 1930
- Kullervo Hurttia, 1939
- Kauko Käyhkö, 1955
- Reijo Frank, 1970